# Gillis De Wevel
Gillis de Wevel (Brugge, 14e eeuw) was een Zuid-Nederlands rooms-katholiek kloosterbroeder en dichter-vertaler.

## Levensloop
De Wevel vertaalde de Vita Amandi uit het Latijn naar het Middelnederlands, in 12.450 verzen. Een 15e-eeuwse kopie onder de naam Leven van Sint-Amandus, patroon der Nederlanden berust in handschrift in de universiteitsbibliotheek van Gent. Uittreksels ervan werden in de 19e eeuw gepubliceerd door Jan Frans Willems in het Belgisch Museum. Het hele gedicht werd in 1842 in twee boekdelen gepubliceerd door Philip Blommaert, met een voorbericht en een woordenlijst.

## Werk
- Het leven van den Heiligen Amandus, patroon der Nederlanden, 1366, handschrift XVe eeuw.
- [Philippe BLOMMAERT], Leven van St. Amand, patroon der Nederlanden, dichtwerk der XIVe eeuw van Gillis de Wevel, Gent 1842-1843.